# Noturus flavater
Noturus flavater är en fiskart som beskrevs av Taylor, 1969. Noturus flavater ingår i släktet Noturus och familjen Ictaluridae. Inga underarter finns listade i Catalogue of Life.